# ميلدريد ويلي
ميلدريد ويلي (بالإنجليزية: Mildred Wiley)‏ هي منافسة ألعاب القوى أمريكية، ولدت في 3 ديسمبر 1901 في تونتون في الولايات المتحدة، وتوفيت في 7 فبراير 2000 في فالموث في الولايات المتحدة.

## وصلات خارجية
- ميلدريد ويلي على موقع أوليمبيديا (الإنجليزية)